# Olympische Sommerspiele 2012/Schießen – Skeet (Frauen)
Der Wettbewerb Skeet der Frauen bei den Olympischen Spielen 2012 in London wurde am 29. Juli 2012 in den Royal Artillery Barracks ausgetragen. 17 Teilnehmerinnen traten an. 
Der Wettbewerb fand in zwei Runden statt, einer Qualifikations- und einer Finalrunde. In der Qualifikationsrunde hatte jede Schützin drei Serien à 25 Wurfscheiben zu schießen. Jeder Treffer ergab einen Punkt. Die sechs besten Athletinnen qualifizierten sich für das Finale. Im Finale wurde eine weitere Serie mit 25 Scheiben geworfen. Auch hier ergab jeder Treffer einen Punkt.
Die für das Finale qualifizierten Schützinnen sind hellgrün unterlegt.

## Titelträger
| Olympiasieger | Chiara Cainero | 93 Punkte | Peking 2008                       |
| Weltmeister   | -              | -         | seit 2009 keine WM-Disziplin mehr |

## Bestehende Rekorde
| Weltrekord Qualifikation         | Kim Rhode                                  | 75                        | Tucson, USA                 | 25. März 2012   |
| Olympischer Rekord Qualifikation | Chiara Cainero                             | 72                        | Peking, Volksrepublik China | 14. August 2008 |
| Weltrekord Finale                | Danka Barteková                            | 99 (74 + 25)              | Nikosia, Zypern             | 9. Juli 2008    |
| Olympischer Rekord Finale        | Chiara Cainero Kim Rhode Christine Brinker | 93 (72 + 21) 93 (70 + 23) | Peking, Volksrepublik China | 14. August 2008 |

## Qualifikation
| Platz | Schützin              | Nation             | 1  | 2  | 3  | Punkte | Stechen | Anmerkung |
| ----- | --------------------- | ------------------ | -- | -- | -- | ------ | ------- | --------- |
| 1     | Kim Rhode             | Vereinigte Staaten | 25 | 25 | 24 | 74     |         | Q, OR     |
| 2     | Danka Barteková       | Slowakei           | 25 | 22 | 23 | 70     |         | Q         |
| 3     | Marina Belikowa       | Russland           | 24 | 23 | 22 | 69     |         | Q         |
| 4     | Wei Ning              | China              | 24 | 19 | 25 | 68     |         | Q         |
| 5     | Christine Wenzel      | Deutschland        | 22 | 23 | 23 | 68     |         | Q         |
| 6     | Chiara Cainero        | Italien            | 22 | 21 | 24 | 67     | 2       | Q         |
| 7     | Therese Lundqvist     | Schweden           | 22 | 22 | 23 | 67     | 1       |           |
| 8     | Francisca Crovetto    | Chile              | 22 | 22 | 22 | 66     |         |           |
| 9     | Angelina Mischtschuk  | Kasachstan         | 22 | 22 | 22 | 66     |         |           |
| 10    | Véronique Girardet    | Frankreich         | 22 | 23 | 21 | 66     |         |           |
| 11    | Sutiya Jiewchaloemmit | Thailand           | 20 | 23 | 22 | 65     |         |           |
| 12    | Lucia Mihalache       | Rumänien           | 25 | 20 | 20 | 65     |         |           |
| 13    | Çiğdem Özyaman        | Türkei             | 23 | 20 | 20 | 63     |         |           |
| 14    | Elena Allen           | Großbritannien     | 20 | 20 | 20 | 60     |         |           |
| 15    | Lauryn Mark           | Australien         | 17 | 22 | 20 | 59     |         |           |
| 16    | Panagiota Andreou     | Zypern             | 15 | 22 | 20 | 57     |         |           |
| 17    | Mona El-Hawary        | Ägypten            | 14 | 20 | 17 | 51     |         |           |

## Finale
| Platz | Schützin         | Nation             | Qualifikation | Finalpunkte | Gesamtpunkte | Stechen | Anmerkung |
| ----- | ---------------- | ------------------ | ------------- | ----------- | ------------ | ------- | --------- |
| 1     | Kim Rhode        | Vereinigte Staaten | 74            | 25          | 99           |         | WR        |
| 2     | Wei Ning         | China              | 68            | 23          | 91           |         |           |
| 3     | Danka Barteková  | Slowakei           | 70            | 20          | 90           | 4       |           |
| 4     | Marina Belikowa  | Russland           | 69            | 21          | 90           | 3       |           |
| 5     | Chiara Cainero   | Italien            | 67            | 22          | 89           |         |           |
| 6     | Christine Wenzel | Deutschland        | 68            | 21          | 89           |         |           |

Kim Rhode ist die erste US-amerikanische Olympiasiegerin im Skeet.

Danka Barteková holt die erste slowakische Medaille in dieser Disziplin.

Mit dem Sieg hat Kim Rhode im olympischen Schießen fünf Medaillen (drei Gold-, eine Silber- und eine Bronzemedaille) seit 1996 gewonnen. Damit ist sie neben Marina Logwinenko (RUS), Marija Grosdewa (BUL) und Jasna Šekarić (YUG/SRB) die erfolgreichste Schützin bei Olympia.

Rhode ist zudem die erst fünfte Person, die bei fünf aufeinander folgenden Olympischen Spielen Medaillen gewinnen konnte. Bislang gelang dies nur der japanischen Judoka Ryoko Tamura-Tani (1992–2008), dem italienischen Rodler Armin Zöggeler (1994–2010), dem deutschen Rodler Georg Hackl (1988–2002) und der deutschen Eisschnellläuferin Claudia Pechstein (1992–2006).

## Bildergalerie

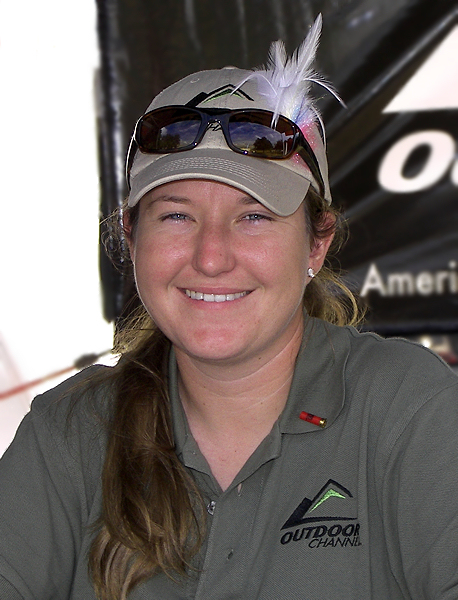
Olympiasiegerin Kim Rhode (USA)
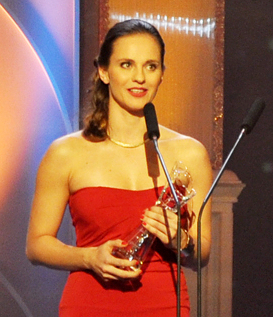
Danka Barteková (SVK), Gewinnerin der Bronzemedaille
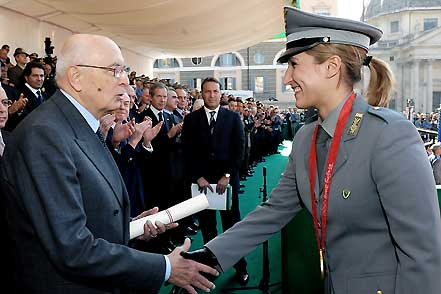
Titelverteidigerin Chiara Cainero (ITA) belegt im Finale Platz 5

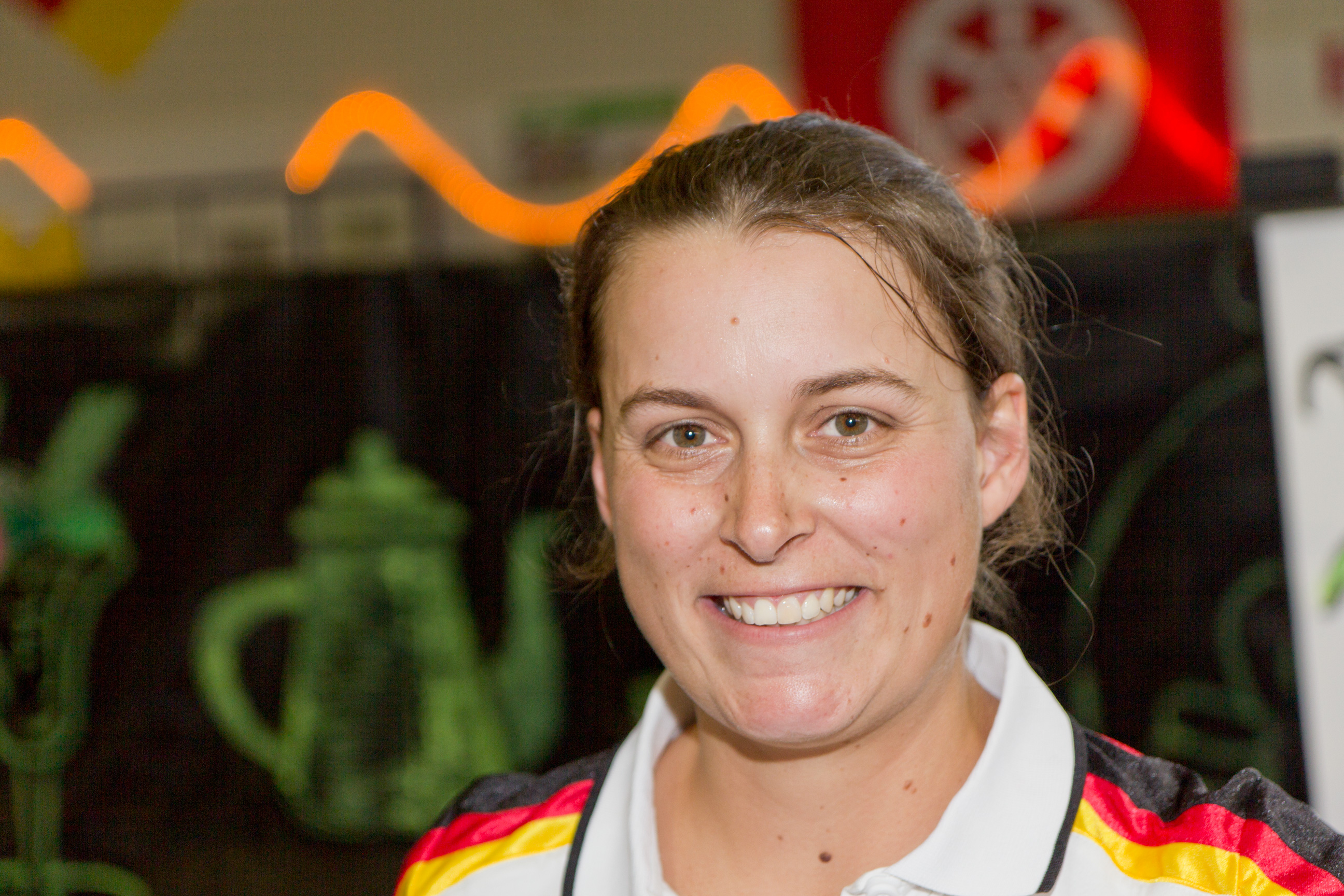
Christine Wenzel geb. Brinker (GER) wird im Finale Sechste
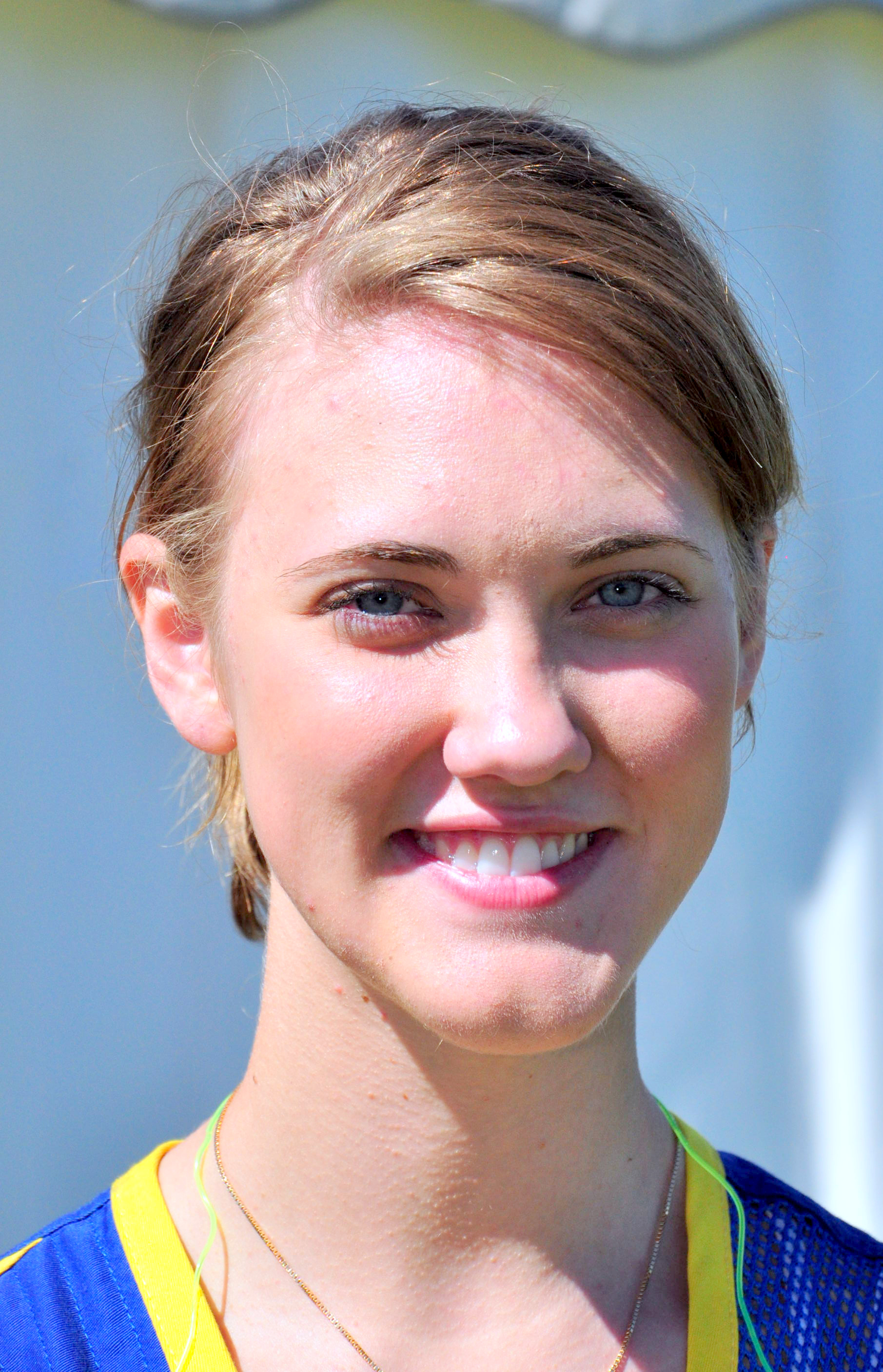
Therese Lundqvist (SWE) scheitert im Stechen an der Qualifikation